# Noctilien

Logo Noctilien

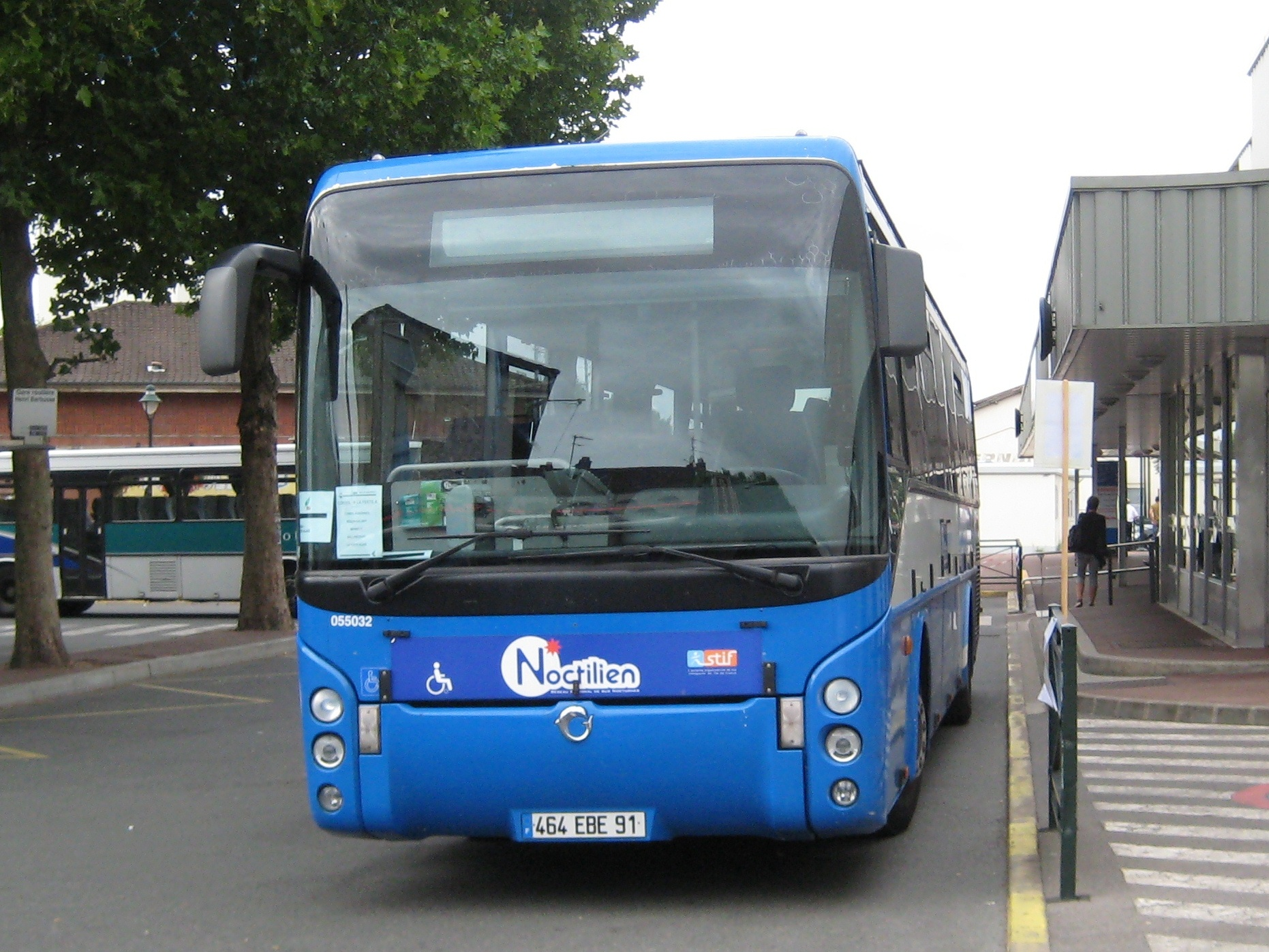
Jeden z obsługujących sieć autobusów

Noctilien (od fr. wyrazów nocturne – „nocny”; i francilien – „dotyczący regionu Île-de-France”) – nazwa sieci nocnych połączeń autobusowych w regionie Île-de-France (Francja), zarządzanych przez STIF (Syndicat des transports d’Île-de-France) i obsługiwanych wspólnie przez RATP i SNCF.
Sieć, uruchomiona 21 września 2005 r., funkcjonuje w godzinach 0:30 – 5:30. Składa się z 48 linii, kursujących na terenie Paryża i niemal całego regionu Île-de-France.

## Linie
Spośród obsługiwanych linii można wyróżnić:
- 2 linie okrężne – łączące wszystkie najważniejsze dworce kolejowe Paryża,
- 38 linii promieniście rozchodzących się spod jednego z dworców w kierunku przedmieścia,
- 6 linii przecinających Paryż w drodze z jednego przedmieścia na drugie,
- 2 linie kursujące na przedmieściu i nieprzejeżdżające przez Paryż.

Oznaczenia linii składają się z numerów poprzedzonych literą N. Pierwsza cyfra numeru 2-cyfrowego lub druga w przypadku 3-cyfrowego określa rodzaj linii:
- 0 – linia okrężna,
- 1 – linia przekraczająca Paryż w drodze z jednego przedmieścia na drugie,
- 2 – linia odjeżdżająca z przystanku Paris Châtelet (przy dworcu Gare de Châtelet – Les Halles) w kierunku przedmieścia,
- 3 – linia odjeżdżająca z przystanku Paris Gare de Lyon (przy dworcu Gare de Lyon) w kierunku przedmieścia (wyjątkiem jest linia N135 – dowozowa do N134 i N144),
- 4 – linia odjeżdżająca z przystanku Paris Gare de l’Est (przy dworcu Gare de l’Est) w kierunku przedmieścia,
- 5 – linia odjeżdżająca z przystanku Paris Gare St-Lazare (przy dworcu Gare Saint-Lazare) w kierunku przedmieścia,
- 6 – linia odjeżdżająca z przystanku Paris Gare Montparnasse (przy dworcu Gare Montparnasse) w kierunku przedmieścia.

Numer trzycyfrowy (pierwszą cyfrą zawsze jest 1) oznacza linię o długiej trasie (obsługującej najdalsze przedmieścia).